# Índigo (escritora)
Índigo (29 de agosto de 1971, Campinas) é o pseudônimo da Ana Cristina Ayer de Oliveira, escritora brasileira de literatura infanto-juvenil, jornalista e roteirista. Possui mais de 20 livros publicados, além de participações em coletâneas, traduções e adaptações de clássicos para histórias em quadrinhos.

## Formação
Durante boa parte da vida estudou na escola Dom Barreto, um colégio católico de Campinas. Segundo várias entrevistas, sua experiência por lá não foi muito boa. Julgava tudo muito antiquado.
Formou-se em Jornalismo pela Universidade do Estado de Minnesota, nos Estados Unidos, conhecida também como Mankato. Entretanto, nunca exerceu a profissão por falta de interesse naquilo que ela mesma chama de "informações reais, objetivas e factuais".

## Início de carreira
Começou a publicar contos na Internet em 1998 e, desde então, adotou o pseudônimo supracitado. Alguns anos depois, em 2001, deixou a agência de publicidade em que estava trabalhando para se dedicar à carreira literária.
Como ainda não tinha feito nada profissional, resolveu começar oferecendo serviços como escritora particular, distribuindo pela cidade de São Paulo 500 cartazes que diziam "Contrate uma Escritora/Originalidade Garantida".
A jogada funcionou, e Índigo começou a receber vários convites de trabalho, alguns deles para fazer vinhetas para a MTV, roteiros de animação para o Cinemágico da Disney e roteiros de curtas-metragens. 

## Escritora
Em 2005 começou a escrever contos no caderno de temática infantil da Folha de S.Paulo, a Folhinha, afirmando, assim, sua preferência  com as crianças.
Já em 2006, o Ministério da Educação concedeu a ela o prêmio Literatura para Todos pelo seu livro Cobras em Compota. Grande parcela das escolas públicas do país recebeu os 300 mil exemplares desta sua obra à época.
Em 2009 foi um dos nomes escolhidos pela crítica literária Heloísa Teixeira para compor a antologia digital Enter.

## Roteirista
A partir de 2017, decidiu dedicar-se à adaptação cinematográfica de Um pinguim tupiniquim, livro publicado pela primeira vez em 2009. O projeto visava transformar o livro em um roteiro de longa-metragem usando técnica mista: stop motion e live action. Em 2018, durante a 42ª Mostra Internacional de Cinema em São Paulo, o roteiro foi agraciado com o Prêmio Instituto Olga Rabinovich.
As filmagens do longa-metragem em stop motion devem iniciar em breve. O roteiro será dirigido por Cesar Cabral e João Tenório.

## Participações em Coletâneas
- 25 Mulheres que Estão Fazendo a Nova Literatura Brasileira, organizado por Luiz Ruffato, Editora Record, 2004;
- Os Cem Menores Contos do Século, org. por Marcelino Freire, Editora Ateliê Editorial, 2004;
- Uma Antologia Bêbada - Fábulas da Mercearia, org. por Joca Reiners Terron, Editora Ciência do Acidente, 2004.
- Histórias Femininas, org. por Adilson Miguel e Bruna Beber. Editora Scipione, 2011.
- Meu filho pato - E mais contos sobre aquilo de que ninguém quer falar. Org. Ilan Brenman. Editora Companhia das Letrinhas, 2011.